# 上津屋橋
上津屋橋（こうづやばし）は、京都府久世郡久御山町と八幡市を結ぶ木津川に架けられた木橋。川が増水すると橋桁が流される構造を持つ流れ橋であることから流れ橋（ながればし）、あるいは木津川流れ橋（きづがわ ながればし）、八幡流れ橋（やわた ながればし）などと呼ばれることもある。

## 概要
上津屋橋は、京都府道281号八幡城陽線の一部に指定されている橋長（全長）356.5 m、幅3.3 mの橋である。歩行者の専用橋で、周辺住民の生活道路として利用されている。
手すりおよび、落下防止のための欄干はなく、バイク・自転車は降りて通行するよう注意書きの看板があがっている。街路灯が設置されていないため夜間は暗い。
木津川の水が増水した場合、固定されていない橋板が橋脚の上から流される構造(流れ橋)で、1枚あたり40 - 50 mある板が8枚、ワイヤーロープで繋がれて載っているだけで、水が引いたあとは、ワイヤーロープを手繰り寄せて橋板を元に戻す仕組みである。橋桁が流失した場合、利用者は約500 m下流側にある新木津川大橋などへ迂回する。新木津川大橋が開通するまでは、数 km離れた別の橋へ迂回する必要があった。
上津屋橋の周囲は、堤防の外側であるため、主に茶畑として利用されており民家や電柱などがない。近代的な橋とは異なる外観を利用して時代劇のロケーション撮影地としても利用される。年平均で7回、最大で年24回の時代劇の撮影に利用された経歴がある。

## 歴史

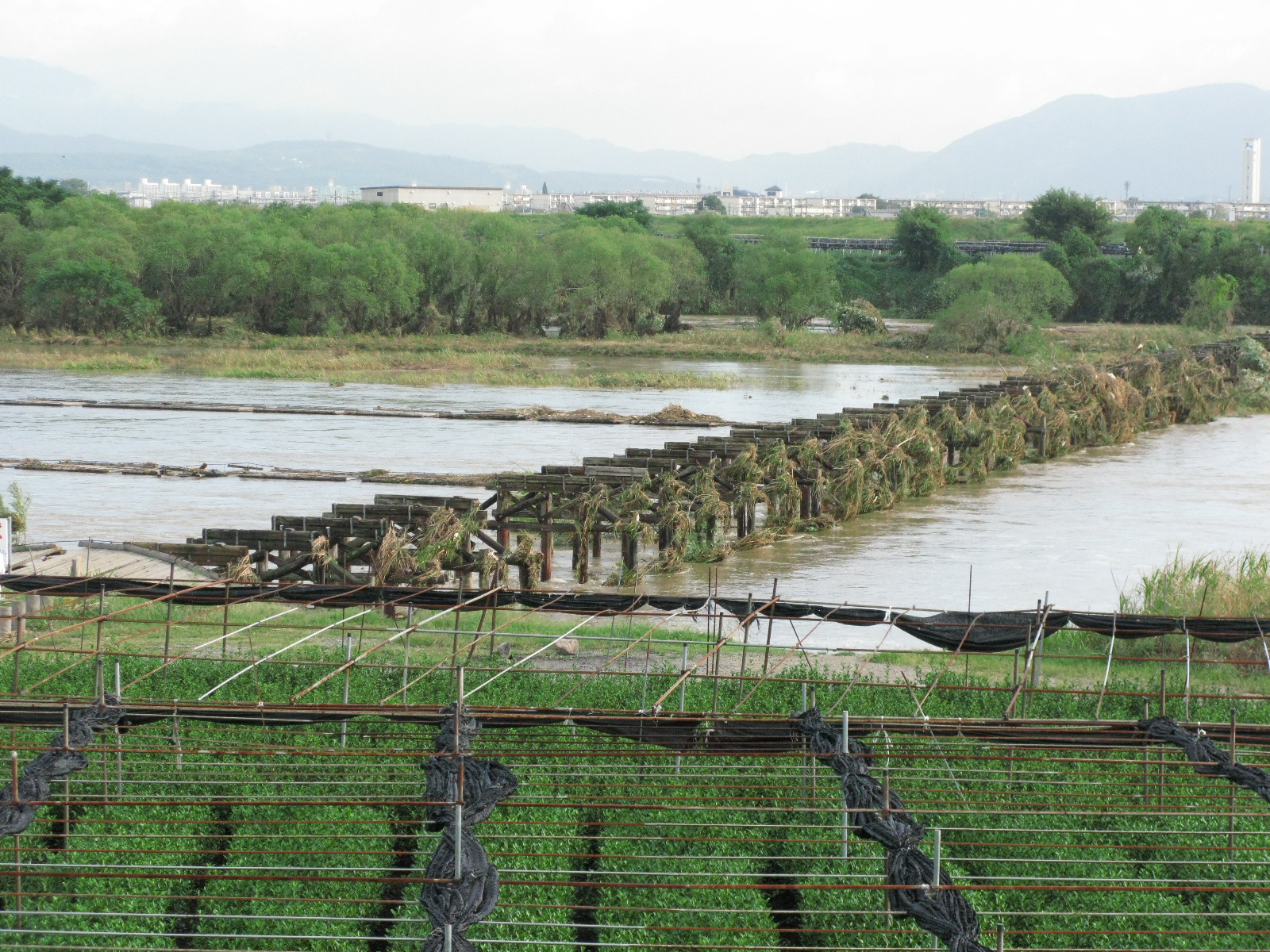
2009年（平成21年）10月には台風18号の被害を受け、橋脚を残すのみとなった。

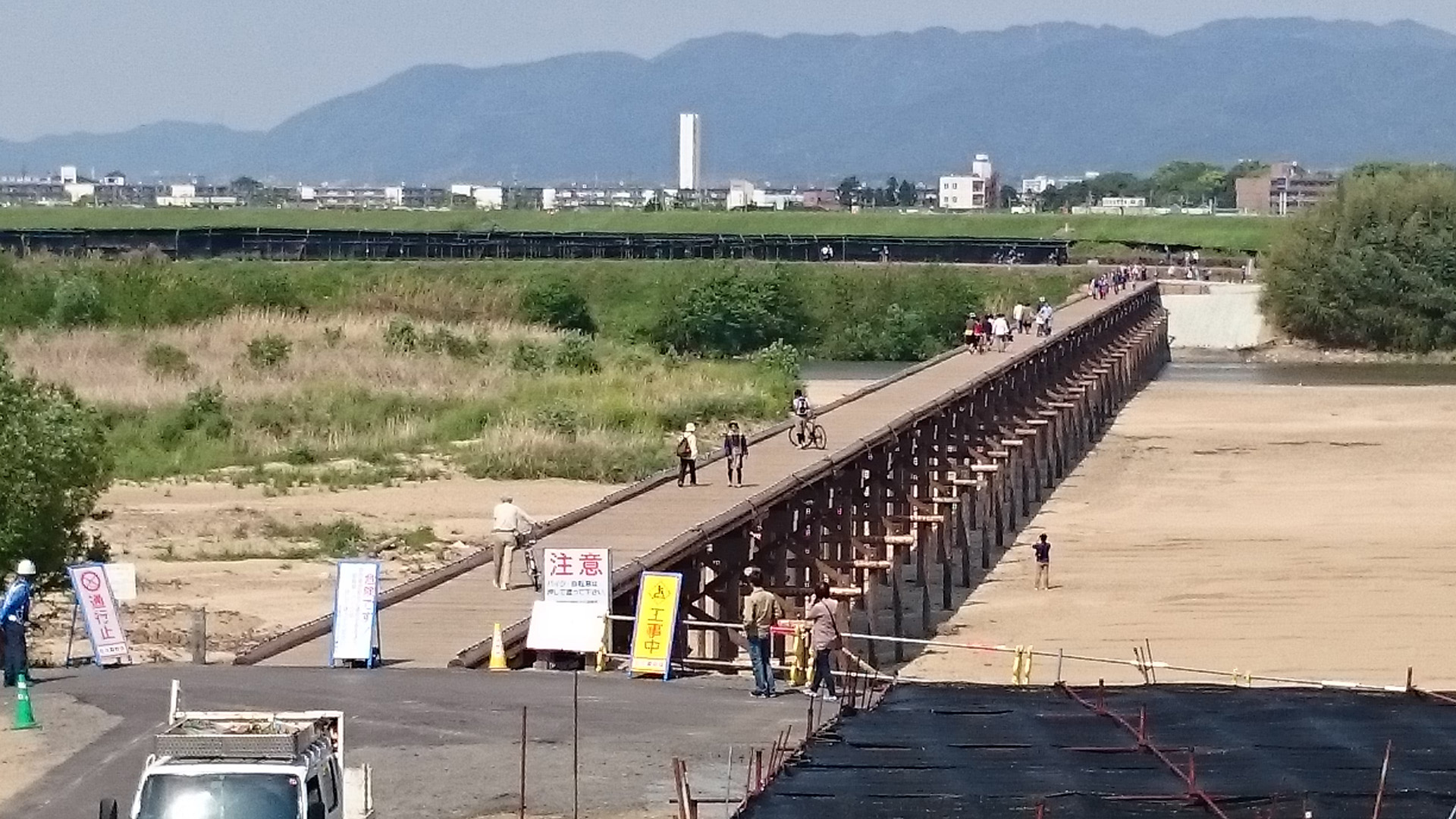
2015(H27)年度の大幅改修後の上津屋橋。

江戸時代から明治時代の中ごろまで、川の両岸地域が上津屋村という一つの農村であったことから住民は渡し船で木津川を頻繁に往来していた。また石清水八幡宮への参拝者も渡し船を利用していた。ただし、渡し船での渡河は利便性が悪かったことから1953年（昭和28年）に少ない予算で架橋できる流れ橋を架けたのが上津屋橋の始まりである。架設当時は京都府道久津川停車場上津屋線の橋梁として建設されたが、1959年（昭和34年）12月に路線が現在の京都府道八幡城陽線となる。
架設から2016年（平成28年）までの間に21回流れており、おおよそ3年に1回程度流されている。ただ、2011年（平成23年）からは4年連続で流されている。
- 1953年（昭和28年）1月21日：着工。設計者の徳田敏夫[7]は京都府職員の技術者である。
- 1953年（昭和28年）3月：渡し船の置き換えとして完成。この当時から流れ橋であった。
- 1953年（昭和28年）7月20- 21日：豪雨による増水で初めて橋桁が流される。以後、集中豪雨や台風、梅雨などで橋桁は幾度も流されている。
- 1953年（昭和28年）8月15日：南山城水害による橋桁流出。
- 1953年（昭和28年）9月24日：台風13号による橋桁流出（公式には同年に発生した一連の水害を一件と数え、1953年の水害によるものを最初の橋桁流出として、以降の流出被害数を累算している）。
- 1959年（昭和34年）9月25日：伊勢湾台風による橋桁流出。
- 1961年（昭和36年）6月24日：昭和36年梅雨前線豪雨による橋桁流出。
- 1972年（昭和47年）7月10- 17日：昭和47年7月豪雨による橋桁流出
- 1974年（昭和49年）7月10日：豪雨による橋桁流出（建造以来、5回目）。
- 1976年（昭和51年）9月8- 13日：台風17号による橋桁流出。
- 1982年（昭和57年）8月1- 3日：台風10号による橋桁流出。1983年（昭和58年）4月に復旧。損失がひどかったため、橋板が取り換えられた[8]。
- 1985年（昭和60年）6月21日- 7月1日：梅雨前線豪雨と台風6号による橋桁流出。
- 1986年（昭和61年）7月20- 22日：昭和61年7月豪雨による橋桁流出。
- 1990年（平成2年）9月19- 20日：台風19号による橋桁流出（建造以来、10回目）。1991年（平成3年）2月22日に復旧。
- 1992年（平成4年）8月19日：台風11号による橋桁流出。1993年（平成5年）3月2日に復旧。
- 1993年（平成5年）7月5日：梅雨前線豪雨による橋桁流出。1994年（平成6年）2月28日に復旧。
- 1994年（平成6年）9月30日：台風26号による橋桁流出。1995年（平成7年）3月16日に復旧。
- 1995年（平成7年）5月12日：低気圧通過による豪雨、橋桁流出。1996年（平成8年）2月29日に復旧。
- 1997年（平成9年）7月26日：台風9号による橋桁流出（建造以来、15回目）。1998年（平成10年）5月22日に復旧[9]。この復旧時に半分の区間で橋桁が流出しても損傷しにくい新工法で修復。
- 2009年（平成21年）10月8日：台風18号の影響による増水で全ての橋桁が流出し、大きな被害を受けた[9]。全区間を新工法で修復し[10]、2010年（平成22年）6月16日に復旧。
- 2011年（平成23年）9月3日：台風12号による橋桁流出[11]。計74基のユニットのうち64基が流出（21基が損傷）し、橋脚5基が流失[12]。2012年（平成24年）4月27日に復旧（復旧費用は約5千万円）。
- 2012年（平成24年）10月1日：台風17号による橋桁流出[13]。上流の三重県の大雨と高山ダムの放流の影響と見られる。2013年（平成25年）4月26日に復旧。
- 2013年（平成25年）9月16日：台風18号による橋桁流出。今回で20回目の流出。
- 2014年（平成26年）8月9日：台風11号に伴う大雨により橋桁流出。今回で21回目の流出。2011年から4年連続の流出。全面改修が行われ2016年（平成28年）3月27日に復旧[3]。
- 2017年（平成29年）10月22日：台風21号に伴う大雨により橋桁流出。今回で22回目の流出。2016年に橋の高さをかさ上げしてから初の流出[14]となった。2018年（平成30年）6月8日に復旧。
- 2019年（令和元年）
  - 「日本で屈指の大規模な木造流れ橋で、コスト縮減を図りつつ風情ある景観を保つ取り組みが続けられている優れた土木遺産」として、土木学会選奨土木遺産に選ばれる[15]。
  - 10月12日：令和元年東日本台風（台風19号）に伴う大雨により橋桁流出。今回で23回目の流出。2020年（令和2年）4月1日に復旧。
- 2023年（令和5年）8月15日：台風7号に伴う大雨により橋桁流出[16]。今回で24回目の流出。2024年（令和6年）5月17日に復旧[17]。

| 回数   | 流出日                              | 原因                          | 復旧日                    |
| ------ | ----------------------------------- | ----------------------------- | ------------------------- |
| 1回目  | 1953年7月20日 - 21日                | 豪雨                          |                           |
| 2回目  | 1953年8月15日                       | 集中豪雨（南山城水害）        |                           |
| 3回目  | 1953年9月24日                       | 台風13号                      |                           |
| 4回目  | 1959年9月25日                       | 台風15号（伊勢湾台風）        |                           |
| 5回目  | 1961年6月24日                       | 梅雨前線豪雨（三六災害）      |                           |
| 6回目  | 1972年7月10日 - 17日                | 梅雨前線豪雨                  |                           |
| 7回目  | 1974年7月10日                       | 豪雨                          |                           |
| 8回目  | 1976年9月8日 - 13日                 | 台風17号に伴う大雨            |                           |
| 9回目  | 1982年8月1日 - 3日                  | 台風10号に伴う大雨            | 1983年4月（約8カ月）      |
| 10回目 | 1985年6月21日 - 7月1日              | 梅雨前線豪雨と台風6号伴う大雨 |                           |
| 11回目 | 1986年7月20日 - 22日                | 豪雨                          |                           |
| 12回目 | 1990年9月19日 - 20日                | 台風19号に伴う大雨            | 1991年2月22日（約5カ月）  |
| 13回目 | 1992年8月19日                       | 台風11号に伴う大雨            | 1993年3月2日（約7カ月）   |
| 14回目 | 1993年7月5日                        | 梅雨前線豪雨                  | 1994年2月28日（約7カ月）  |
| 15回目 | 1994年9月30日                       | 台風26号に伴う大雨            | 1995年3月16日（約6カ月）  |
| 16回目 | 1995年5月12日（復旧から約2か月）    | 低気圧通過に伴う豪雨          | 1996年2月29日（約9カ月）  |
| 17回目 | 1997年7月26日（復旧から約1年5カ月） | 台風9号に伴う大雨             | 1998年5月22日（約10カ月） |
| 18回目 | 2009年10月8日                       | 台風18号に伴う大雨            | 2010年6月16日             |
| 19回目 | 2011年9月3日                        | 台風12号に伴う大雨            | 2012年4月27日             |
| 20回目 | 2012年10月1日                       | 台風17号に伴う大雨            | 2013年4月26日             |
| 21回目 | 2013年9月16日                       | 台風18号に伴う大雨            |                           |
| 22回目 | 2014年8月9日                        | 台風11号に伴う大雨            | 2016年3月27日             |
| 23回目 | 2017年10月22日                      | 台風21号に伴う大雨            | 2018年6月8日              |
| 24回目 | 2019年10月12日                      | 台風19号に伴う大雨            | 2020年4月1日15時          |
| 25回目 | 2023年8月15日                       | 台風7号に伴う大雨             | 2024年5月17日15時         |

## 批判と検討

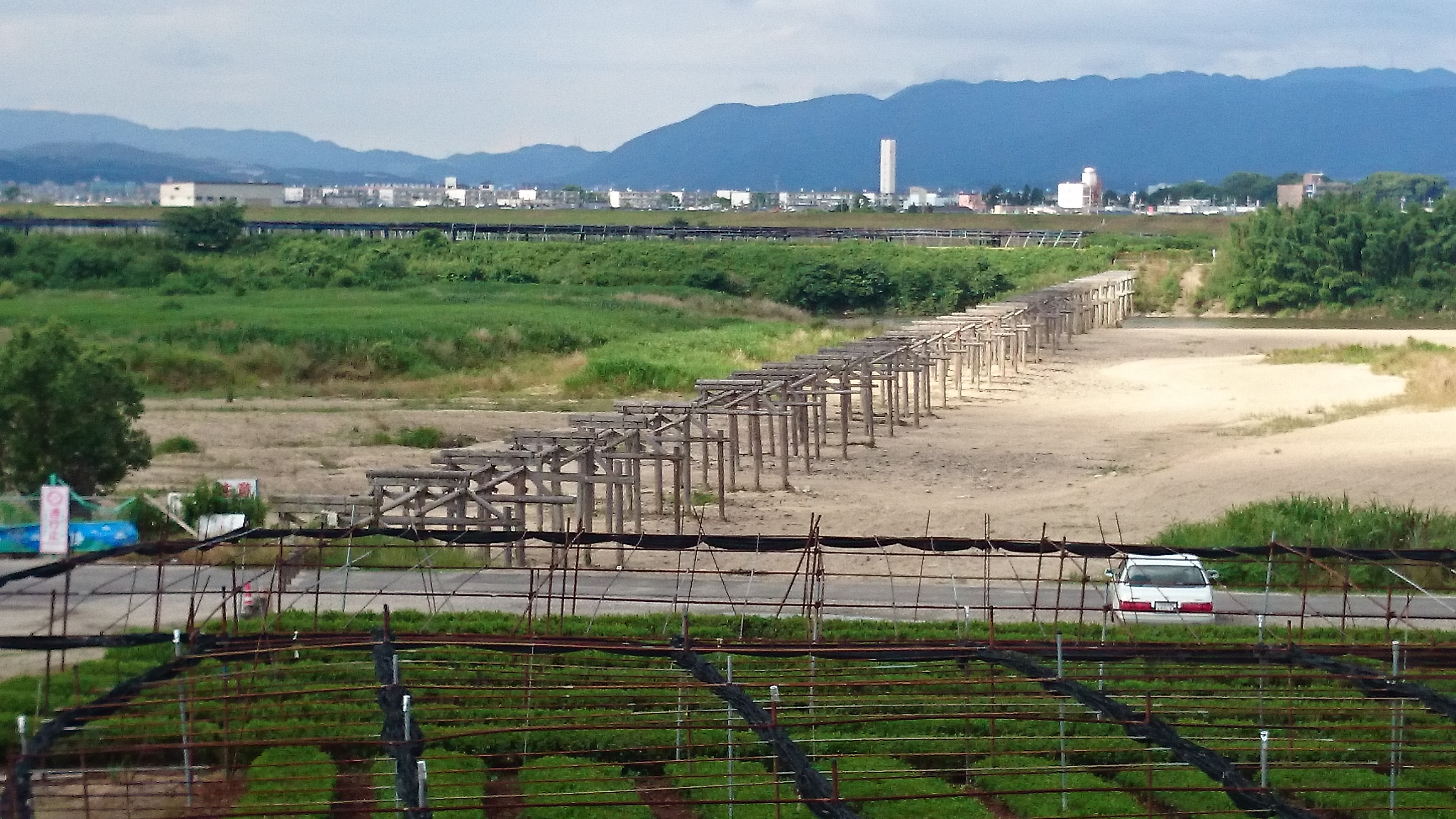
橋が流れること自体が観光の大きな要素となっている。2015年6月撮影。

2010年代に入ると大雨による橋桁の流出が頻繁に発生しており（2011年から4年連続）、橋桁が流出すると復旧までの数か月間橋が通行不能になり生活に支障が出ることや、あるいは復旧のために数千万円単位の修繕費が発生することから、地元の一部からは「府民の税金を木津川に流しているようなものだ」といった批判が出るようになっている。当時京都府の山田啓二知事も2014年8月の台風11号の被害を受けて「橋としての機能を果たしていない」として、橋の構造を見直し永久橋にすることも含めて検討を行う方針を明らかにした。そこで、「上津屋橋（流れ橋）あり方検討委員会」が設立され、有識者から今後の上津屋橋のあり方について意見を得た。のちの検討委員会では幅広く意見を聞くことになり、意見募集の公募や地元自治体での署名活動が行われた。
一方で、永久橋の建設に必要な費用負担の問題に加え、2013年の流出時には流出後に橋の近くにある流れ橋交流プラザ「四季彩館」の来場者が大幅に増加するなど、橋が流れること自体が観光の大きな要素となっていること、前述のとおり2010年に近隣に第二京阪道路の新木津川大橋が開通したため橋が流れても生活への影響が少なくなっていることや、さらに2014年度に川の堤防から新木津川大橋の歩道に上がれる階段の整備がされており、完成後はさらに生活への影響が少なくなると予想されることなどから、永久橋への架け替えに反対する意見もある。意見公募では約8割が従来の景観を維持したまま復旧を望む声であり、署名活動では12,827名の署名とともに景観の存続を望む要望書の提出があった。
それらの意見を踏まえて検討した結果、2014年11月に従来の「流れ橋」構造のまま75 cmかさ上げして復旧することが決定した。

## 構造

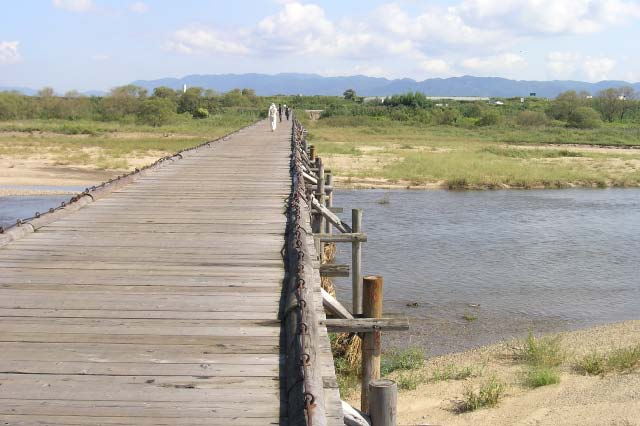
橋の上から撮影。木製の橋桁と橋脚、ワイヤーロープ。

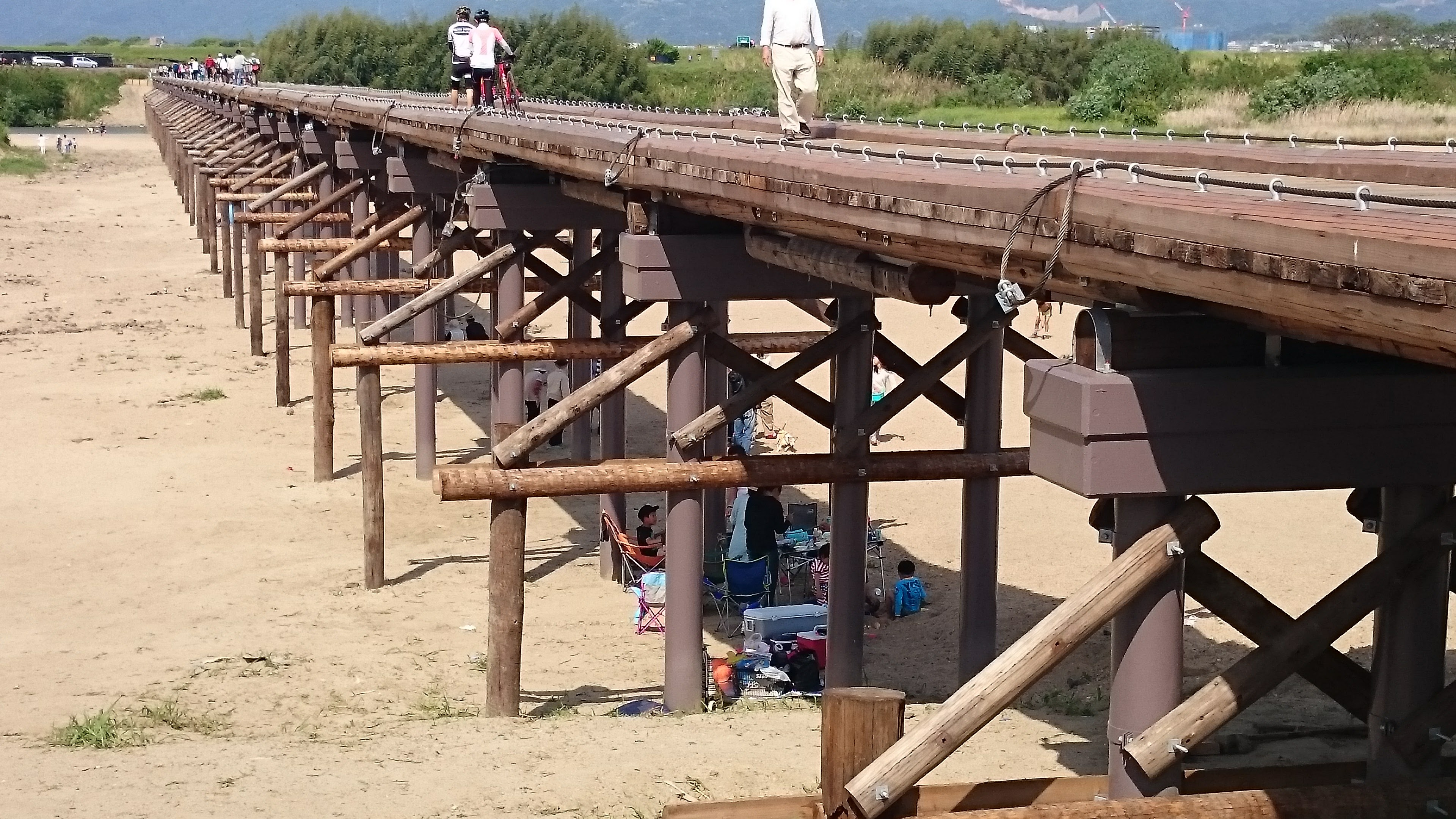
2015年度の全面改修の際、橋桁は直径30 - 40 cmの北山杉156本を使用した。2016年5月撮影

通常の桁橋では橋脚と橋桁・橋板（上部構造）は固定してある。しかし、上津屋橋では橋桁・橋板は橋脚にワイヤーロープで繋がれているだけである。そのため、水位上昇時に橋桁・橋板は浮かび上がり、これらはワイヤーで繋がれているため流出することがない。橋桁・橋板は8つのブロックに分割されており、水位上昇時には筏流しのように並んで見えるようになる。
橋桁・橋板が流れる構造は橋の強度を高めて水の圧力に耐えようとするのではなく、構造物の一部が流されてしまうことによって破壊に到る圧力を受け流すという考え方に基づく設計である（柔構造）。加えて、上流から流されてきた物が橋脚と橋桁の間に引っかかってダム様の塊を作ってしまい、それが増水によって決壊する事態も、この構造であれば未然に防ぐことができる。堤防の間を結ぶ永久橋の建設は費用がかかるため、このような構造が採用された。この他にも、ワイヤーロープで繋ぐことで橋桁は増水のたびに流されながらも流失することはほとんどなく、復旧作業の効率と経済性を高めている。しかし流出した橋桁がうまく流れに乗って浮かび上がることができず、損傷する部分も少なくはなかった。
1982年（昭和57年）の台風10号による流出では損失が酷かったため、復旧の際に橋板が取り換えられている。
1997年（平成9年）の台風9号による流出後の復旧にあたっては、流出時の橋桁の損傷を減らすために全体の半分の区間で20枚程度の橋板を鉄製の棒で固定する「ユニット化」が実施された。
2009年（平成21年）の流出時にユニット化の効果が確認できたため、全区間でユニット化を実施して復旧した。
橋脚は全73基中、久御山町側の17基がコンクリート製となっていた。
2015年（平成27年）11月からの復旧工事は、大規模な全面補強再建のため、総工費は約3億5千万円。木材は所定の条件を満たすものを調達するため北山杉が使用された。橋桁と橋板は39枚で構成され、3枚ずつワイヤーロープで橋脚に固定されている。水位が橋桁に達すると、乗っているだけの橋桁と橋板は浮かび上がり、13ブロックに分かれる。床板は従前の床板を再利用。橋桁は、直径30 - 40 cmの北山杉156本。設計上の流出頻度は5年間に1度の流出を想定し橋面を75 cm嵩上げされた。橋脚はコンクリート製を主体とし、両端の控木は流用可能な松杭は流用された。ただし、コンクリートの部分は着色によって目立たないようにした。流木などの影響低減のため、橋脚の間隔は3.0 - 6.2 m（平均4.9 m）から8.7 - 10.1 m（平均9.1 m）のおよそ倍に広げ、橋脚数が40基となった。工事を早期に完成させるため左岸と右岸に分けて工事が行われ、解体・撤去、下部工設置、上部工設置の3段階に分割されて施工された。

## 画像

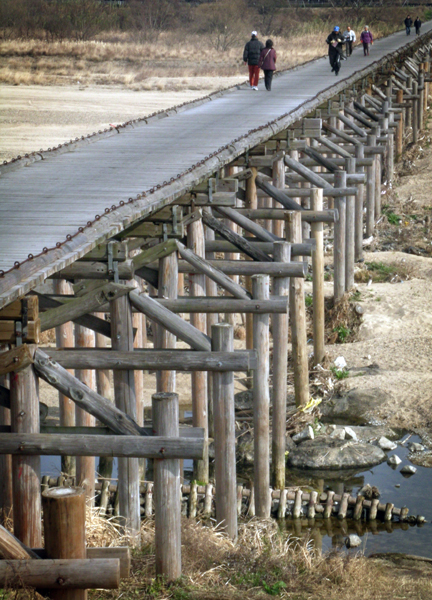
木津川左岸から
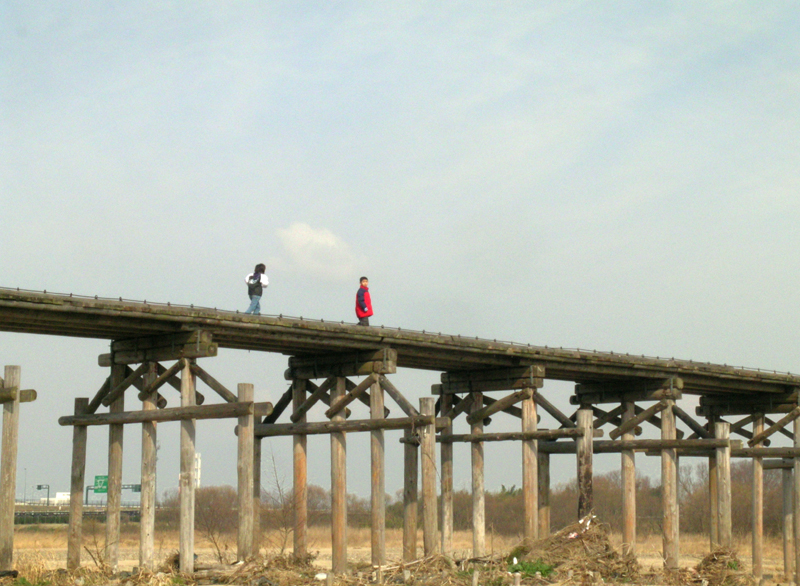
上流側河原から
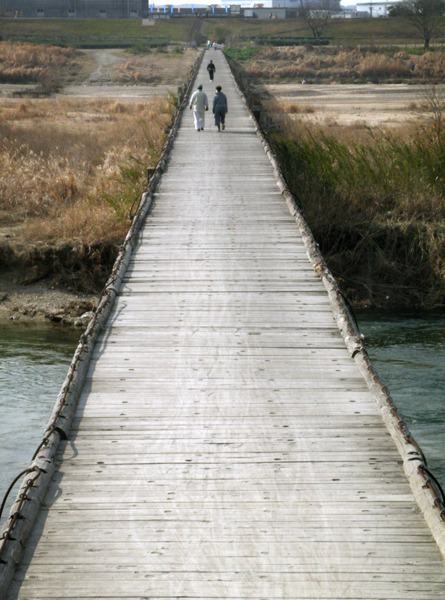
木津川右岸から
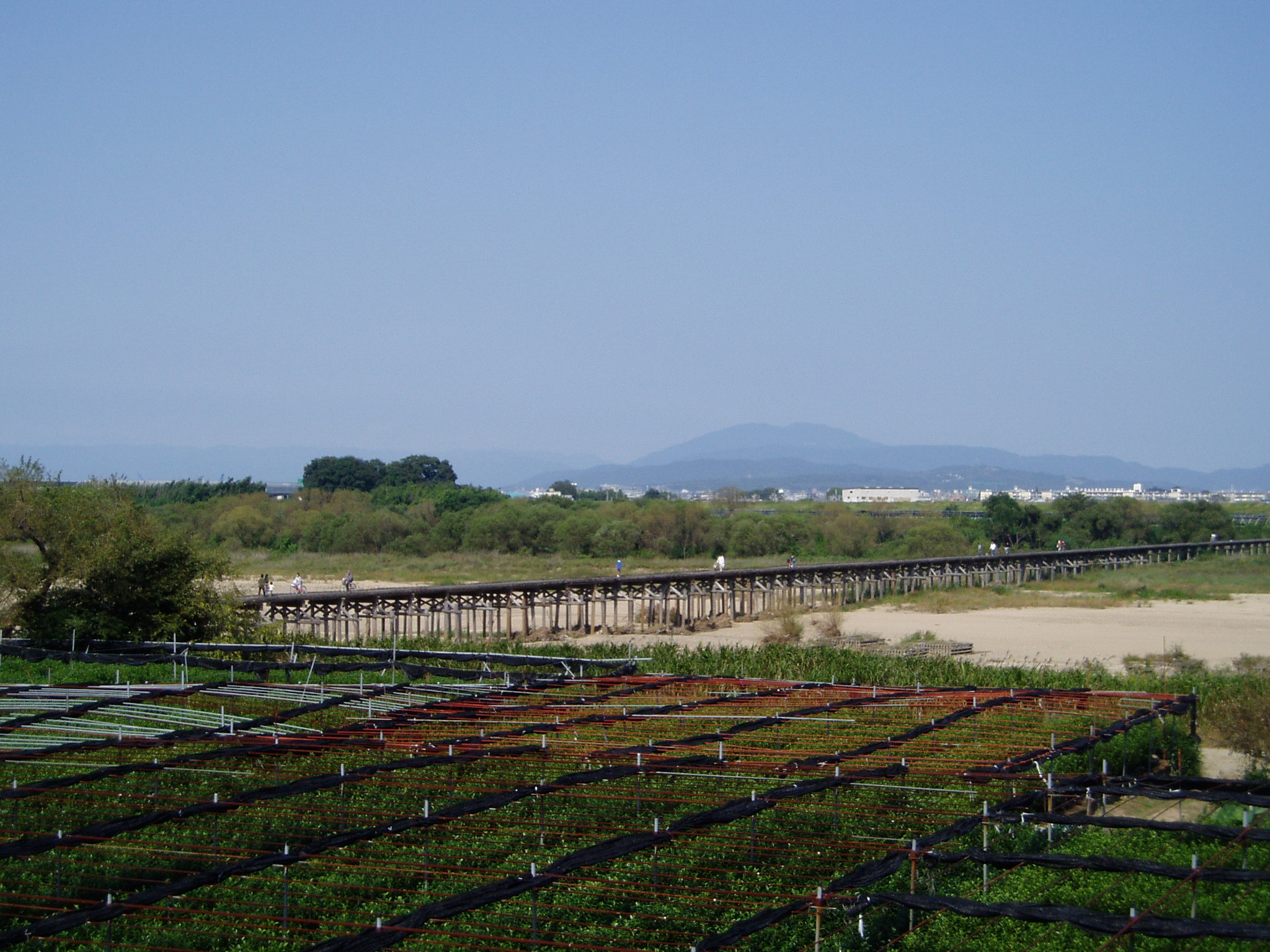
左岸から上津屋橋を望む。木津川の河川敷に広がる茶畑からの遠景。
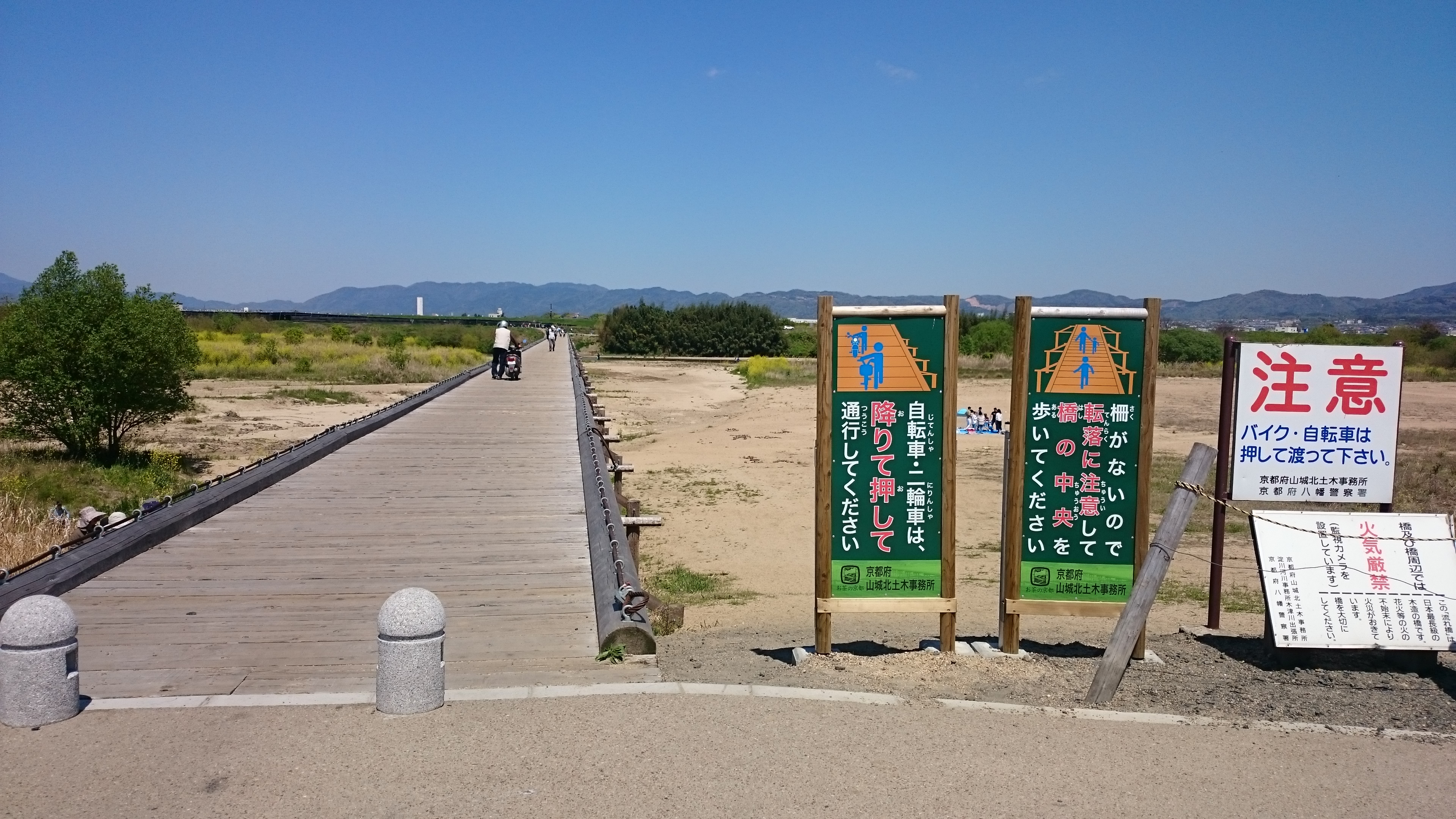
上津屋橋の注意看板。

## 所在地
- 京都府久世郡久御山町佐山浜台 - 京都府八幡市上津屋宮前川端（四季彩館は上津屋里垣内に所在）

### 交通アクセス
主に以下のアクセス方法がある。
- 八幡市側
  - 京阪本線石清水八幡宮駅・近鉄京都線新田辺駅から京阪バス上津屋流れ橋停留所、徒歩5分
  - JR学研都市線松井山手駅から京都京阪バス上津屋工業団地停留所、徒歩10分
- 久御山町側
  - 京阪本線淀駅・近鉄京都線大久保駅から京都京阪バス佐山停留所、徒歩10分
  - JR学研都市線松井山手駅から京都京阪バス京都岡本記念病院停留所、徒歩10分

### 周辺施設
橋の八幡市側には食事・休憩・入浴・宿泊などができる総合施設、やわた流れ橋交流プラザ「四季彩館」がある（所在地：八幡市上津屋里垣内56-1）。また橋の近くには四阿のついたベンチを備えた京都府道801号京都八幡木津自転車道線の休憩所がある。

## 上津屋橋を舞台にした作品

### 文学・小説
- 流れ橋殺人事件（山村美紗,文芸春秋,1991）

### 音楽
- 木津の流れ橋[注釈 7]（歌:藤田まこと,作詞:もず唱平,作曲:浜圭介,1981,ワーナー・パイオニア,L-1556W）